# Kommissarin Lucas – Löwenherz
Löwenherz ist ein Film des ZDF, der Teil der Serie Kommissarin Lucas ist. Ralf Huettner führte Regie bei dem 2017 ausgestrahlten Fernsehfilm. In ihrem 26. Fall muss sich die von Ulrike Kriener gespielte Kommissarin Ellen Lucas mit dem Fall einer Frau auseinandersetzen, die in der Nähe einer Raststätte in ihrem Auto bei lebendigem Leib verbrannt ist.
Die Haupt-Gaststars dieser Folge sind Shenja Lacher, Jonas Sippel, Thomas Heinze, Thomas Limpinsel, Karolina Horster, Magdalena Boczarska und Sonja Kirchberger.

## Handlung
Kriminalhauptkommissarin Ellen Lucas ermittelt in einem Fall, in dem eine Frau in ihrem Auto verbrannt ist. Wie sich herausstellt, handelt es sich um Carla Franz, die unter falschen Namen im naheliegenden Motel Pröll ein Zimmer gemietet hatte. Sie ist bei lebendigem Leib verbrannt, zudem weist die stark verbrannte Leiche eine Schlagwunde an der Stirn auf. Der obduzierende Arzt stellt außerdem fest, dass sich Carla Franz mehreren Schönheitsoperationen unterzogen hat. Schnell ist klar, dass Carla sich immer wieder in die Hände des renommierten Schönheitschirurgen Dr. Alexander Krayenberg begeben hat, um ihre Schönheit so lange wie möglich zu erhalten. Sie sei süchtig nach diesen Operationen gewesen, erzählt der Arzt Ellen Lucas. Als weitere Operationen dann nicht mehr möglich gewesen seien, habe sie darauf mit viel Wut reagiert.
Für Lucas und ihr Team sieht es so aus, als habe man Carla Franz bewusstlos geschlagen und dann im Auto zu der Stelle transportiert, wo der Wagen in Flammen aufgegangen ist. Die Spurensicherung nimmt sich den Parkplatz vor dem Motel vor und untersucht ihn gründlich. Als Marc Prölls Bruder Theo, der mit dem Down-Syndrom geboren wurde, das Handy von Carla Franz an deren Ehemann verkauft, greift die Polizei ein. Das Handy offenbart in einem Film, dass Theo Pröll Carla festgehalten und gestoßen hat. Der Film endet abrupt. Lucas stellt sich zuerst gegen eine Vernehmung Theo Prölls, wie von ihrem Vorgesetzten Boris Noethen gewünscht. Als es dann doch dazu kommt, erzählt Theo, dass Carla gefallen sei und geblutet habe. Dann sei ein Auto mit aufgeblendeten Scheinwerfern aufgetaucht und er sei ins Motel gelaufen. Er habe dieses Auto nicht gekannt. Nur wenig später erscheinen die Prölls im Kommissariat, da Katrin Pröll, die schwanger ist, ihren Mann dazu hat bewegen können, einen Umschlag mit 20.000 Euro, der sich im Zimmer von Carla Franz befunden hatte und den er behalten wollte, bei der Polizei abzuliefern.
Weitere Ermittlungen ergeben, dass Dr. Krayenberg oder zumindest sein Auto am Tatort gewesen sein muss. In seiner Klinik werden zudem im großen Stil Operationen abgerechnet, die er selbst gar nicht begangen hat, sondern von unbekannten Ärzten aus Russland oder anderen ostdeutschen Ländern durchführen ließ. Er blieb nur solange im OP, bis die Narkose bei dem jeweiligen Patienten gewirkt hatte. Im Verhör gibt Krayenberg zu, dass die 20.000 Euro von ihm gestammt hätten, Carla habe ihn wegen der „Unregelmäßigkeiten“ in der Klinik, wie er es nennt, erpresst. Carlas Mann Holger, der in der Verwaltung der arbeitet, habe von der Erpressung durch seine Frau gewusst und versucht, sie davon abzubringen, es aber nicht geschafft. Sie habe einfach nicht akzeptieren können und wollen, dass weitere Operationen bei ihr nicht mehr möglich gewesen seien. Dafür habe sie sich rächen wollen.
Marc Pröll sagt aus, dass er, nachdem Theo aufgeregt ins Zimmer gekommen sei, Carla bewusstlos vor dem Motel aufgefunden habe. Da er keinen Pulsschlag mehr habe feststellen können, habe er sie daraufhin in den Waldrand in die Nähe eines Abhangs gefahren. Grund dafür sei seine Sorge um Theo gewesen, um den er sich mit großer Liebe und einem Löwenherzen kümmert. Es ist aktenkundig, dass Theo Frauen bedrängt haben soll. Holger Franz gibt zu, dass er Krayenberg in jener Nacht der Geldübergabe gefolgt sei. Er habe auch gesehen, wie Marc Pröll mit Carla im Wagen davongefahren sei und sei dem Auto gefolgt. Als Pröll weg gewesen sei, habe er auf Carla, die in dem Wagen eingeklemmt gewesen sei, eingeredet. Sie habe ihn jedoch nur beschimpft und erklärt, dass er sie anwidere und sie nicht zu ihm zurückkommen werde. Er habe dann wie in Trance den Benzinkanister genommen und das Auto angezündet.

## Produktion, Hintergrund
Es handelt sich um eine Produktion der Olga Film im Auftrag des ZDF. Die Dreharbeiten fanden im Zeitraum 5. Oktober bis 8. Dezember 2016 in München, Regensburg und Umgebung statt.
Jonas Sippel, der Darsteller des Theo Pröll, der mit Trisomie 21 geboren wurde, erzählte in einem Interview mit der Deutschen Presse-Agentur, dass er schon lange von einer großen Rolle in einem Fernsehfilm geträumt habe. Nun habe er „einfach die Chance genutzt, dabei zu sein“.

## Rezeption

### Veröffentlichung, Einschaltquoten
Bei seiner Erstausstrahlung am 9. September 2017 im ZDF schalteten den Film 5,87 Millionen Zuschauer ein. Der Marktanteil lag bei 19,5 Prozent. Eine Wiederholung des Films im Jahr 2020 konnte 3,82 Millionen Zuschauer verbuchen bei einem Marktanteil von 17,1 Prozent.

### Kritik
Die Kritiker der Fernsehzeitschrift TV Spielfilm vergaben die bestmögliche Wertung, indem sie mit dem Daumen nach oben zeigten und befanden: „Eindringlich gespielt, mit vielen Wendungen“.
Volker Bergmeister gab dem Film auf der Seite tittelbach.tv drei von sechs möglichen Sternen und fasste zusammen: „Der neue ‚Kommissarin Lucas‘-Fall ‚Löwenherz‘ leidet unter einer mühsamen, überaus konstruierten Story. Der Krimi spielt mit Gegenwelten – hier ein Motelbetreiberpaar am Existenzminimum, dort ein geschäftstüchtiger Schönheitschirurg in schmucker Klinik. Das ist bestenfalls routiniert entworfen, der Flow (auch zwischen den Figuren) stimmt nicht, vieles wirkt behauptet, und die Spannung nimmt längere Auszeiten. Auch die Ermittler-Ebene, ein miesepetriges Gezicke & Gezanke, funktioniert nicht so überzeugend wie gewohnt.“ Die Inszenierung von Ralf Huettner sei „gefällig“, er wisse zwar „Schauplätze wie das Motel oder den Fundort der Leiche durchaus effektvoll in Szene zu setzen“. Doch „die Story schlepp[e] sich“, sei „psychologisch wenig ausgefeilt und die Spannung“ nehme „des Öfteren Auszeiten“. Die „Miesepetrigkeit der Lucas nerv[e] gehörig“, man frage sich, „weshalb sie so agiere. Und auch, warum die junge Kollegin Judith Marlow ihre bevorzugte Zielscheibe“ sei. Bergmeister lobte die Leistung des mit Trisomie 21 lebenden Schauspielers Jonas Sippel, der hier seine erste Hauptrolle spiele.
Die Tageszeitung  Volksstimme war der Ansicht, der Krimi versuche, „zu viele Themen in eine Geschichte zu packen: die Kluft zwischen Arm und Reich, Ärztepfusch, Schönheitswahn und auch die ethisch problematische pränatale Diagnostik“. Die verschiedenen Themen würden von den Schauspielern jedoch „recht statisch abgewickelt,, die Diskussion der gesellschaftlichen und menschlichen Probleme“ wirke „aufgesetzt“. Jonas Sippel rage hingegen „mit schauspielerischer Lebendigkeit heraus“ und verleihe seiner Figur Theo „eine emotionale Tiefe“.
Tilmann P. Gangloff resenzierte den Film für das Internetportal evangelisch.de. „Abgesehen vom Titelhelden“ sei „‚Löwenherz‘ ein gewöhnlicher Krimi nach dem üblichen Muster“, meinte der Kritiker. „Sehenswert“ sei der Film dennoch, „und das nicht nur wegen Jonas Sippel, der wie vor ihm schon viele andere Schauspieler, die mit Trisomie 21 geboren wurden, seine ersten Bühnenerfahrungen beim Berliner Theater RambaZamba gemacht“ habe. ‚Löwenherz‘ lebe „vor allem von den Schauspielern und den kleinen Ereignissen am Rande“. Die „bewegendste Ebene der Geschichte“ erzähle von Theos großer Furcht, dass nach der Geburt des Kindes kein Platz mehr für ihn sei. Dieser Teil der Handlung sei „so lebensnah und relevant, dass der Krimi dagegen wie ein Kunstprodukt“ wirke.
Der Filmdienst stellte fest: „Betulich-routinierter (Fernsehserien-)Krimi, der die beiden Handlungsstränge nicht schlüssig zu verbinden versteht. – Ab 14.“